# Никодим Ненов
Никодим Ненов е български художник.

## Биография
Роден е в Габаре, община Бяла Слатина, област Враца на 3 юни 1940 г.
Завършва Висшия институт за изобразително изкуство „Николай Павлович“ в София по специалност „Приложна графика“ при проф. Александър Поплилов през 1969 г., след което се установява във Враца.
До 1989 г. работи само в областта на специалността си. Участва в национални и регионални изложби. От 1989 г. работи също и живопис. Живее и твори във Враца.
Автор е на албумите „Никодим Ненов. Плакати, шаржове, запазени марки, карикатури“ (1999) и „Никодим Ненов. Етюд, живопис, плакат, запазена марка“ (2015). Баща е на карикатуриста Ивайло Никодимов.
Умира във Враца на 6 юни 2018 г. Погребан е в родното му село Габаре.

## Галерия
- Плакат за Ботевите дни във Враца